# Shōsetsu-Subaru-Nachwuchspreis
Shōsetsu-Subaru-Nachwuchspreis (小説すばる新人賞, Shōsetsu subaru shinjin-shō) ist ein japanischer Literaturpreis, der seit 1988 jährlich vom Verlag Shūeisha verliehen wird. Er richtet sich an unveröffentlichte Manuskripte im Bereich Belletristik und wird in der Literaturzeitschrift Shōsetsu Subaru ausgeschrieben.

## Hintergrund
Der Preis ist einer der vier großen Literaturpreise des Verlags Shūeisha (neben dem Shibata-Renzaburō-Preis, dem Subaru-Literaturpreis und dem Kaikō-Ken Nonfiction-Preis). Der Gewinner erhält eine Gedenkplakette und ein Preisgeld von 2 Millionen Yen (ursprünglich 1 Million Yen bis 2006). Die Jury besteht aus  Schriftstellern.

## Preisträger
| Jahr | Autor (Romaji)      | Titel (Japanisch)            | Titel (Romaji)                  | Deutsche Übersetzung                                      |
| ---- | ------------------- | ---------------------------- | ------------------------------- | --------------------------------------------------------- |
| 1988 | Yamamoto Shūichi    | 川の声                       | Kawa no koe                     | Die Stimme des Flusses                                    |
| 1989 | Hanamura Mangetsu   | ゴッド・ブレイス物語         | Goddo Bureisu Monogatari        | Die Geschichte von God Brace                              |
| 1990 | Shinoda Setsuko     | 絹の変容                     | Kinu no hen'yō                  | Die Verwandlung der Seide                                 |
| 1991 | Fujimizu Naoko      | 涼州賦                       | Ryōshū fu                       | Elegie von Ryōshū                                         |
| 1992 | Yoshitomi Yū        | 砂時計                       | Sunadokei                       | Die Sanduhr                                               |
| 1993 | Murayama Yuka       | 天使の卵                     | Tenshi no tamago                | Das Ei des Engels                                         |
| 1994 | Ueno Ayumu          | 恋人といっしょになるでしょう | Koibito to issho ni naru deshō  | Du wirst mit deiner Geliebten zusammenkommen, nicht wahr? |
| 1995 | Saotome Tomoko      | バーバーの肖像               | Bābā no shōzō                   | Das Porträt des Barbiers                                  |
| 1996 | Morimura Minami     | 陋巷の狗                     | Rōkō no inu                     | Der Hund der engen Gassen                                 |
| 1997 | Ogihara Hiroshi     | オロロ畑でつかまえて         | Ororo batake de tsukamaete      | Fang mich auf dem Ororo-Feld                              |
| 1998 | Ikenaga Akira       | 走るジイサン                 | Hashiru jīsan                   | Der rennende Alte                                         |
| 1999 | Takeuchi Makoto     | 粗忽拳銃                     | Sokotsu kenjū                   | Die tollpatschige Pistole                                 |
| 2000 | Dōba Shun'ichi      | 8年                          | Hachinen                        | Acht Jahre                                                |
| 2001 | Matsuki Takashi     | ジョッキー                   | Jokkī                           | Der Jockey                                                |
| 2002 | Sekiguchi Hisashi   | プリズムの夏                 | Purizumu no natsu               | Der Sommer des Prismas                                    |
| 2003 | Yamamoto Yukihisa   | 笑う招き猫                   | Warau maneki neko               | Die lachende Winkekatze                                   |
| 2004 | Misaki Aki          | となり町戦争                 | Tonari machi sensō              | Der Krieg der Nachbarstadt                                |
| 2005 | Asukai Chisa        | はるがいったら               | Haru ga ittara                  | Wenn der Frühling vorbei ist                              |
| 2006 | Mizumori Satori     | でかい月だな                 | Dekai tsuki da na               | Was für ein riesiger Mond                                 |
| 2007 | Amano Sumiki        | 桃山ビート・トライブ         | Momoyama bīto toraibu           | Momoyama Beat Tribe                                       |
| 2008 | Chihaya Akane       | 魚神                         | Iogami                          | Der Fischgott                                             |
| 2009 | Asai Ryō            | 桐島、部活やめるってよ       | Kirishima, bukatsu yamerutte yo | Kirishima hört mit dem Club auf                           |
| 2010 | Hatano Tomomi       | 国道沿いのファミレス         | Kokudō-zoi no famiresu          | Das Familienrestaurant an der Nationalstraße              |
| 2011 | Hashimoto Nagamichi | サラの柔らかな香車           | Sara no yawaraka na kyōsha      | Saras weicher Springer (Shogi-Stück)                      |
| 2012 | Yukinari Kaoru      | 名も無き世界のエンドロール   | Na mo naki sekai no endorōru    | Abspann einer namenlosen Welt                             |
| 2013 | Suō Yanagi          | 八月の青い蝶                 | Hachigatsu no aoi chō           | Der blaue Schmetterling im August                         |
| 2014 | Nakamura Risei      | 砂漠の青がとける夜           | Sabaku no ao ga tokeru yoru     | Die Nacht, in der das Blau der Wüste zerfließt            |
| 2015 | Watanabe Yū         | ラメルノエリキサ             | Rameru no erikisha              | Der Elixier von Rameru                                    |
| 2016 | Aoba Yū             | 星に願いを、そして手を。     | Hoshi ni negai o, soshite te o  | Ein Wunsch an die Sterne – und eine ausgestreckte Hand    |
| 2017 | Andan Mio           | 天龍院亜希子の日記           | Tenryūin Akiko no Nikki         | Tagebuch von Akiko Tenryūin                               |
| 2018 | Mashima Takuya      | 闇夜の底で踊れ               | Yamiyo no soko de odore         | Tanz im Abgrund der dunklen Nacht                         |
| 2019 | Uehara Nao          | しゃもぬまの島               | Shamonuma no shima              | Die Insel Shamonuma                                       |
| 2019 | Satō Shizuku        | 言の葉は、残りて             | Kotonoha wa, nokorite           | Die Worte bleiben                                         |
| 2020 | Suzumura Fumi       | 櫓太鼓がきこえる             | Yagura daiko ga kikoeru         | Das Trommeln des Wachturms                                |
| 2021 | Nagahara Akira      | コーリング・ユー             | Kōringu Yū                      | Calling You                                               |
| 2022 | Aonami An           | 楊花の歌                     | Yōka no uta                     | Das Lied der Weidenblume                                  |
| 2023 | Aizaki Yū           | 正しき地図の裏側より         | Tadashiki chizu no uragawa yori | Von der Rückseite der richtigen Karte                     |
| 2023 | Kamio Minako        | 我拶もん                     | Wagasatsumon                    | Ich, der Unbeugsame                                       |

Quelle: World of literary prizes
Die deutschen Titel sind freie Übersetzungen zum besseren Verständnis.